# Gorgasia maculata
Gorgasia maculata is een  straalvinnige vissensoort uit de familie van zeepalingen (Congridae). De wetenschappelijke naam van de soort is voor het eerst geldig gepubliceerd in 1959 door Klausewitz & Eibl-Eibesfeldt.
De soort staat op de Rode Lijst van de IUCN als niet bedreigd, beoordelingsjaar 2009.